# Формати газетного паперу
Формати газетного паперу — формати паперу, що описують розміри (висоту та ширину) нерозгорнутої газети.
Розміри загальновживаних сьогодні форматів газет були визначені 1973 року нормою DIN 16604. Норма мала на меті полегшити «співпрацю між рекламною промисловістю та газетними видавництвами й друкарнями при замовленні анонсів та привести до єдиних формулювань щодо розмірів». У 1970-х роках у Німеччині існувало близько 60 різних форматів.

## Великі формати
| Формат                            | розміри (мм × мм) |
| --------------------------------- | ----------------- |
| Broadsheet                        | 375 × 600         |
| Нордичний формат                  | 400 × 570         |
| Рейнський формат                  | 350 × 510         |
| Рейнський формат                  | 350 × 520         |
| Рейнський формат                  | 360 × 530         |
| Швейцарський формат, «Format NZZ» | 320 × 475         |
| Берлінер                          | 315 × 470         |
| для порівняння:                   |                   |
| DIN A2                            | 420 × 594         |
| DIN B3                            | 353 × 500         |
| DIN A3                            | 297 × 420         |

Примітка: Наведено дані в продажному форматі (газета, згорнута один раз). Берлінський формат має розміри: 470×630 мм, тощо.

## Малі формати
| Формат                            | Розміри (мм × мм)                 |
| --------------------------------- | --------------------------------- |
| Напівнордичний формат («Tabloid») | 235 x 315 або 285 x 400           |
| Напіврейнський формат («Tabloid») | 255–265 x 365 — 370 або 260 x 325 |
| Напівберлінський формат           | 230–240 × 310 — 320               |
| Half Broadsheet                   | 300 × 375                         |
| Напівшвейцарський формат          | 240 × 330                         |
| Tabloid Extra                     | 305 × 457                         |

## Міжнародні та особливі формати
- Asahi Shimbun (Японія) : 405 мм × 455 мм
- Le Figaro (Франція) : 425 мм × 600 мм
- New York Times (США) : 390 мм × 585 мм
- Правда (Росія) : 420 мм × 594 мм

## Формати вибраних газет
| Формат       | Газета                                         | Розмір в мм (ширина × висота) |
| ------------ | ---------------------------------------------- | ----------------------------- |
| Нордичний    | Берлінський Morgenpost                         | 375 × 528                     |
| Нордичний    | Bild                                           | 376 × 528                     |
| Нордичний    | Frankfurter Allgemeine Zeitung                 | 371 × 528                     |
| Нордичний    | Hamburger Abendblatt                           | 374,5 × 528                   |
| Нордичний    | Süddeutsche Zeitung                            | 371 × 528                     |
| Нордичний    | Der Tagesspiegel                               | 370 × 528                     |
| Нордичний    | Die Welt                                       | 374,5 × 528                   |
| Нордичний    | Die Zeit                                       | 374 × 528                     |
| Рейнський    | Berliner Zeitung                               | 327 × 485                     |
| Швейцарський | Neue Zürcher Zeitung                           | 320 × 475                     |
| Берлінський  | The Guardian (UK)                              |                               |
| Берлінський  | Kölner Stadt-Anzeiger                          | 285 × 430                     |
| Берлінський  | Le Monde (FR)                                  |                               |
| Берлінський  | Le Monde diplomatique (FR)                     |                               |
| Берлінський  | La Repubblica (IT)                             |                               |
| Берлінський  | die tageszeitung                               | 282 × 430                     |
| Таблоїд      | Frankfurter Rundschau до 2007 Нордичний формат | 245 × 370,5                   |
| Таблоїд      | Handelsblatt                                   |                               |
| Таблоїд      | The Independent (GB)                           |                               |
| Таблоїд      | The Sun (GB)                                   | 300 × 365                     |
| Таблоїд      | El Pais (E)                                    | 265 x 360                     |